# بخش ویلفسکی
بخش ویلفسکی (به لاتین: Veydelevsky District) یک منطقهٔ مسکونی در روسیه است که در استان بیلگاراد واقع شده‌است.